# Svarttjärnen (Degerfors socken, Västerbotten, 716200-168551)
Svarttjärnen är en sjö i Vindelns kommun i Västerbotten och ingår i Umeälvens huvudavrinningsområde.